# The Great Divide
Pour l’article homonyme, voir The Great Divide (film, 1929).
The Great Divide est le premier album solo de Scott Stapp (chanteur du groupe Creed) sorti en 2005.

## Liste des chansons
| No  | Titre            | Durée |
| --- | ---------------- | ----- |
| 1.  | Reach Out        | 4:27  |
| 2.  | Fight Song       | 4:05  |
| 3.  | Hard Way         | 3:42  |
| 4.  | Justify          | 5:23  |
| 5.  | Let Me Go        | 4:14  |
| 6.  | Surround Me      | 4:35  |
| 7.  | The Great Divide | 4:01  |
| 8.  | Sublime          | 4:13  |
| 9.  | You Will Soar    | 3:39  |
| 10. | Broken           | 4:17  |